# Zach Clough
Zach Paul John Clough (* 8. März 1995 in Denton, England) ist ein britischer Fußballspieler, der aktuell bei Adelaide United unter Vertrag steht.

## Vereine

### Bolton Wanderers
Der in der Nähe von Manchester geborene Zach Clough durchlief die Jugendakademie von Bolton Wanderers, ehe er am 3. Januar 2015 im Alter von neunzehn Jahren sein Profidebüt feierte. Beim 1:0-Erfolg in der dritten Runde des FA Cup 2014/15 gegen Wigan Athletic gelang dem Nachwuchsstürmer in der 76. Minute zudem direkt der Siegtreffer. Auch in der Liga konnte Clough einen sehr erfolgreichen Einstand feiern, als er am 31. Januar 2015 beim 2:2 gegen die Wolverhampton Wanderers beide Treffer für seine Mannschaft erzielte. In der Football League Championship 2014/15 erzielte er insgesamt fünf Treffer in acht Spielen, ehe eine Schulterverletzung Anfang März 2015 das vorzeitige Saisonaus bedeutete.
In der Saison 2015/16 gelangen Clough sieben Ligatreffer, allerdings stieg er am Ende der Spielzeit mit Bolton als Tabellenletzter in die dritte Liga ab. Im Oktober 2016 wurde Zach Clough zum Spieler des Monats der dritten Liga gewählt, nachdem ihm in diesem Monat vier Treffer in der EFL League One 2016/17 gelungen waren.

### Nottingham Forest
Am 31. Januar 2017 gab der Zweitligist Nottingham Forest die Verpflichtung von Zach Clough bekannt und stattete den 21-Jährigen mit einem bis 2021 gültigen Vertrag aus. Sein Debüt gab er am 4. Februar beim 2:1-Sieg gegen Aston Villa. Seine ersten Tore für den Klub erzielte er beim 3:0-Erfolg gegen Brighton & Hove Albion, obwohl Spieler von Brighton angaben, das Führungstor habe tatsächlich Britt Assombalonga erzielt, der sich in einer Abseitsposition befand.
Am 18. März traf Clough im Derby gegen Derby County zur frühen Führung – das Spiel endete 2:2. Drei Jahre nach seinem letzten Einsatz verließ er den Klub, nachdem der Vertrag einvernehmlich aufgelöst wurde.

### Rückkehr zu Bolton Wanderers (Leihe)
Am 31. Januar 2018, dem letzten Tag der Transferperiode, kehrte Clough per Leihe zu seinem Jugendverein Bolton Wanderers zurück – gemeinsam mit seinem Teamkollegen Tyler Walker. Beim 1:0-Sieg gegen Bristol City wurde Clough in der 58. Minute für Walker eingewechselt und gab sein erneutes Debüt für die Wanderers. Sein erstes Tor nach der Rückkehr erzielte er am 20. Februar 2018 beim 1:0-Sieg gegen den AFC Sunderland.

### Rochdale (Leihe)
Am 31. August 2018 wurde Clough erneut verliehen – diesmal bis Januar 2019 an AFC Rochdale. Bereits am 4. September traf er bei seinem Debüt im EFL-Trophy-Spiel gegen den FC Bury (2:1). Nach kurzer Rückkehr zu Nottingham kehrte er bereits am 31. Januar 2019 für den Rest der Saison 2018/19 erneut auf Leihbasis zu Rochdale zurück. Später erklärte Clough, dass er während dieser Zeit mehrere Verletzungen erlitt, die ihn daran hinderten, regelmäßig zu spielen.

### Wigan Athletic
Am 22. Januar 2021 unterschrieb Clough einen Kurzzeitvertrag beim Drittligisten Wigan Athletic bis Saisonende. Sein Debüt gab er bei einem 0:0 gegen Fleetwood Town. Am letzten Spieltag der Saison erzielte er beim 3:4 gegen Swindon Town sein erstes Tor für Wigan. Nach 13 Einsätzen gab der Verein am 26. Mai bekannt, dass Clough keinen neuen Vertrag erhält.

### Carlisle United
Am 22. Juni 2021 unterschrieb Clough einen Zweijahresvertrag beim Viertligisten Carlisle United. Zuvor hatte er bereits unter Trainer Chris Beech bei Rochdale gespielt. Sein erstes Tor für Carlisle erzielte er bei einer 1:2-Auswärtsniederlage gegen Hartlepool United. Clough absolvierte insgesamt 23 Pflichtspiele für Carlisle, bevor er den Verein am 31. Januar 2022 verließ.

### Adelaide United
Am 5. Februar 2022 wurde bekannt, dass Clough bei Adelaide United in der australischen A-League Men einen Vertrag bis zum Saisonende unterschrieben hatte. Sein Debüt gab er am 12. Februar bei einem 1:1-Unentschieden gegen Wellington Phoenix. Sein erstes Tor erzielte er im Halbfinal-Rückspiel des Australia Cups gegen Melbourne City mit einem Heber in der 48. Minute, ehe City in der 74. Minute ausglich und das Spiel in die Verlängerung ging.
Am 6. Juni 2022 verlängerte Clough seinen Vertrag um zwei Jahre, womit er bis mindestens zum Ende der Saison 2023/24 an Adelaide gebunden blieb.  Nach dem ersten Saisonspiel gegen Wellington Phoenix verpasste Clough verletzungsbedingt sieben Ligaspiele aufgrund einer Oberschenkelverletzung. Am 20. Januar 2023 erzielte er beim Spiel gegen Macarthur FC sein erstes Tor in der Liga. Am Ende der Saison fehlte er erneut drei Spiele, darunter das Play-off-Spiel gegen Wellington, diesmal wegen einer Wadenverletzung. Er kehrte jedoch rechtzeitig für das Halbfinale gegen die Central Coast Mariners zurück.
Clough startete in die Saison 2023/24 mit einer Serie von acht Spielen in Folge, in denen er entweder ein Tor erzielte oder eine Vorlage gab – ein Vereinsrekord für Adelaide United. In dieser Zeit traf er viermal in der Liga, bereitete drei Tore vor und erzielte zwei Tore im Australia Cup. Am 6. Dezember 2023 unterzeichnete er eine Vertragsverlängerung um zwei weitere Jahre, die ihn bis mindestens zum Ende der Saison 2025/26 an den Klub bindet.
Er beendete die Saison 2023/24 mit 28 Einsätzen in allen Wettbewerben und 10 Toren, wobei er lediglich ein Spiel aufgrund der Geburt seines ersten Kindes verpasste. Bei der Saisonabschlussgala des Vereins wurde er mit der Aurelio-Vidmar-Medaille als Spieler des Jahres ausgezeichnet.